# ربة منزل

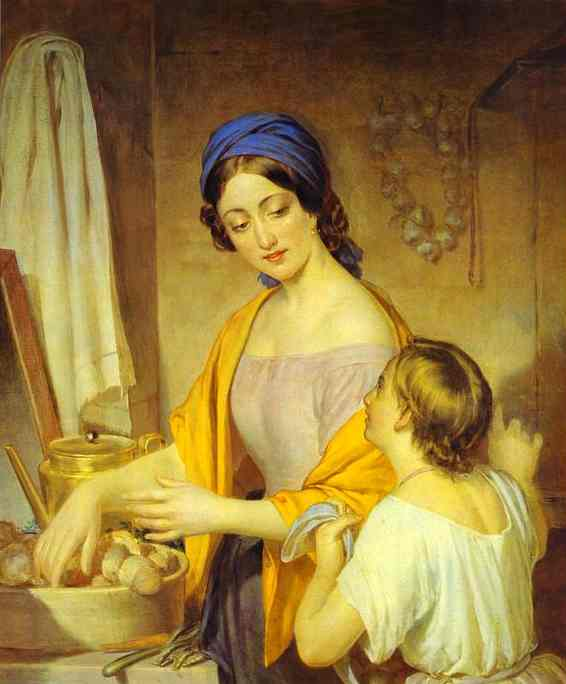
لوحة لربة بيت

ربة منزل أو ربة بيت    هي المرأة التي تختار أن تمتهن العناية ببيتها  وتهتم بشؤون أسرتها وتدير أمور حياتهم وفق ما تراه مناسبا. وتقوم بمختلف مهام العناية داخل بيتها من تربية الأطفال إلى التنظيف إلى الطهي والترتيب.
وطبقا للتقسيم الجنسي للعمل، تبدو ظاهرة ربة البيت ملازمة لكل الحضارات والثقافات وتعتمد أحياناً على رؤى دينية، بحيث عادة ما يسند للمرأة الاهتمام بالشؤون داخل منزلها في حين يسند للرجل العمل خارجه. غير أن العالم الحديث بدأ بطرح الأسئلة حول حصرية هذا الدور على المرأة بسبب ظهور المرأة إلى العمل وتنامي الحركات النسوية وتأثيرها.
وهناك مجتمعات تخرج النساء فيها إلى العمل لإعالة الأسرة بينما الرجل يبقى ملازماً البيت.
المخاطر التي تتعرض لها ربة المنزل:
- مخاطر التعرض للمواد الكيميائية والمنظفات: حيث تتعرض ربة المنزل بشكل شبه يومي وبكميات مرتفعة إلى المواد الكيميائية كمواد التنظيف والتبييض والمبيدات الحشرية وملطفات الجو وغيرها، والتي تحوي مواد كيميائية كالنشادر والهيبوكلورات والنفتالين والفينول، مما يتسبب التعرض لهذه المواد بـ:

1. تهيج وحروق جلدية.
2. تهيج بالعيون.
3. تهيج الجهاز التنفسي.
4. التأثير على بعض أعضاء الجسم كالكلى والكبد.
5. بعضها يسبب السرطان على المدى الطويل.
6. بعضها يؤدي إلى الاختناق والموت المباشر.

- مخاطر التعرض للحروق: وذلك أثناء تحضر الأطعمة، واستخدام أجهزة التدفئة.
- مخاطر التعرض للصدمات الكهربائية: فربة المنزل تستخدم يومياً الكثير من الأدوات الكهربائية.
- مخاطر نفسية: بسبب الضغوط النفسية العالية الناتجة عن المهام الكثيرة الموكلة لربة المنزل.

## علم الاجتماع والاقتصاد
يعتقد بعض الاقتصاديين المناصرين للمرأة والمعارضين كذلك (خصوصاً أنصار المادية التاريخية) أن قيمة عمل ربات البيوت في وضع معايير الإنتاج الاقتصادي يعتبر مهملاً كالناتج المحلي الإجمالي والأرقام الوظيفية. حيث تعمل ربات البيوت لفترات من الساعات الطويلة الغير مدفوعة الأجر باعتمادهن على دخل أزواجهن أو الوالدين كدعم مالي.

## المجتمعات التقليدية
في مجتمعات الصيادين وجامعي الثمار كالمجتمع التقليدي للسكان الأصليين في أستراليا، فالرجل يذهب لصيد الحيوانات والمرأة تذهب لجمع الأطعمة كالحبوب والفواكه والخضروات. يكمن السبب خلف هذا التقسيم للعمل بأنه من السهل العناية بالطفل أثناء تجميع الثمار مقارنةً باصطياد حيوان سريع الحركة. بالرغم من أن البيوت في ذلك الوقت كانت بسيطة وكان هنالك القليل من الممتلكات داخلها إلا أنه مازال هنالك اختلاف في مهام الرجل والمرأة.
في المناطق الريفية حيث الوظيفة الأساسية هناك هي الزراعة فالمرأة كانت تعتني بالمحاصيل والحيوانات بالقرب من المنزل أي كانت بشكلٍ عام تساعد الرجل بالعمل الشاق إذا احتاج إلى ذلك وعادةً لتدارك المواسم.
هناك بعض الأمثلة على الأعمال الشاقة التي تقوم بها ربة المنزل التقليدية في المناطق الريفية:
- مثل قطف الفواكه عندما تكون ناضجة للسوق.
- زراعة الأرز في حقول الأرز.
- حصد وتكديس الحبوب.
- حصد المحاصيل.

في الدراسات الريفية كلمة ربة المنزل عادةً تطلق على المرأة التي تقوم بمعظم أعمال المنزل بالإضافة إلى المزرعة بدلاً من العمل في الحقل وتربية المواشي.

## المجتمع الحديث
بخصوص العمل، أن تكون المرأة ربة منزل ينظر إليه كالنقيض لأن تكون امرأة عاملة. وعلى أية حال فإن كون المرأة عاملة قد يتعارض مع التزامها بالأمومة أو مشاركتها أبوية الزواج.
وفيما يتعلق بحجم العائلة فقد أجريت دراسة على ثلاث مدن مكسيكية وأدلت النتائج بأنه ليس هناك فارق كبير بأعداد الأطفال بالنسبة لعائلات ربات المنازل مقارنةً بالنساء اللاتي يعملن دوام كامل أو جزئي.
وقد أصبح حصول الزوج والزوجة على عمل مدفوع الأجر ومشاركة أشغال المنزل ورعاية الأطفال أمراً مؤلفاً بينهم مؤخراً. وبالرغم من ذلك ففي بعض العائلات لاتزال الفكرة التقليدية بأن أشغال المنزل مسؤولية المرأة فقط؛ ولذلك فإنه عندما يرجع الزوجان للمنزل بعد العمل فإن الزوجة تعمل على أشغال المنزل بينما يأخذ الزوج قسطاً من الراحة أو يسعى للترفيه عن نفسه.
تعتمد ربات المنازل مالياً على أفراد الأسرة الموظفين وبالرغم من ذلك فالأشخاص الذين يعملون بدوام كامل (خصوصاً تحت إجراءات «التوظيف بكامل الإرادة» (ويتيح هذا التوظيف إمكانية فصل الموظف في أي وقت ولأي سبب ماعدا بعض الأسباب غير القانونية) يستفيدون من الأعمال غير المأجورة المقدمة من ربات المنازل وعلى العكس من ذلك فإن تأدية هذه الأعمال كـ (العناية بالطفل والطبخ وتنظيف المنزل والتعليم والنقل وغيرها) تكلف المال في غيابها. وأظهرت الدراسات أن نسبة النساء غير العاملات لم ترتفع باستمرار مقارنةً بارتفاع مكاسب الزوج. في الحقيقة، فإن النساء ذوات الأزواج الأقل كسباً هنَ أكثر احتمالا للبقاء في المنزل من النساء ذوات الأزواج الأعلى مكاسب.

## التعليم
نوقشَ أسلوب وضرورة واستمرار تعليم ربات المنازل منذ القرن العشرين على الأقل إذ لوحظ أن الفتيات اللواتي يبقين في المنزل في المناطق الريفية وحتى بعد انتهائهن من مرحلة الدراسة الابتدائية أوالثانوية في سن مبكرة يهرعون إلى الزواج المبكر أكثر من الفتيات اللواتي يعيشن في المدن الكبيرة ويتخرجن من الجامعة حيث تصبح أعمارهن أكبر ومتطلبات الحياة أوسع لهن وتصبح رغبتهن في الزواج أقل وطموح البحث عن العمل خارج المنزل أكبر من الفتيات الريفيات المتواضعات حيث تصبح تكاليف الحياة باهظة لدى نساء المدن الكبيرة أكثر من النساء الريفيات البسيطات.[بحاجة لمصدر]

## أغاني عن حياة ربات المنازل
أصبحت مهام ربة المنزل في معظم الأحيان موضع للعديد من الأغاني. وذلك يتضمن: «رثاء لربة المنزل» (من يوميات سارة برايس، أوتاوا، إيلينوي، في منتصف القرن التاسع عشر)؛«تسع ساعات في اليوم»(1871 أغنية إنجليزية، مجهول)؛ «عمل المرأة لا ينتهي أبداً» أو «المرأة لا تعلم أبداً متى ينتهي عملها لليوم»، «المرأة العاملة»، «كيف أن خمس أو عشرين شلنات تنفق في أسبوع» (أغاني إنجليزية مشهورة)؛ «عمل المرأة» (قاعة لندن للموسيقى أغنية لسو باي، عام 1934).

## ربات البيوت حسب البلد

### الصين
في إمبراطورية الصين (باستثناء سلالة تانغ حيث كان للمرأة مكانة عالية في المجتمع) كانوا النساء يجبرن على التدبير المنزلي حسب المذاهب الكونفوشيوسية والمعايير الثقافية. بشكلٍ عام فالفتيات لا يحضرن المدارس بالتالي يقضين يومهم في الأعمال المنزلية مع أمهاتهن وأقاربهن من النساء كـالطبخ والتنظيف. في أغلب الحالات إذا كان الزوج على قيد الحياة ويستطيع العمل إذاً فالزوجة غالباً ممنوعة من شغل أي مهنة وتمضي معظم أيامها في المنزل أو تقوم بجميع المهام الداخلية في المنزل. وفي حين انتشار المذاهب الكونفوشيوسية في أنحاء شرق أسيا انتشرت معها هذه المعايير الثقافية في كوريا واليابان وفيتنام. فقدت معظم النساء قدرتهم على العمل في الخارج وذلك بسبب انتشار ثقافة قدم اللوتس (وهي ممارسة صينية قديمة تربط فيها الأقدام) بعد سلالة سونج. بعد تأسيس الجمهورية الصينية في عام 1911 بدأت تلك المعايير الثقافية بالاختفاء تدريجياً واستطاع العديد من النساء الانضمام للقوة العاملة. وبعد ذلك بفترةٍ وجيزة سُمِح للعديد من النساء بالذهاب للمدارس. ومع بداية حكم جمهورية الصين الشعبية في عام 1949 تحرر جميع النساء من قواعد الأسر الإجبارية. وخلال تلك القفزة العظيمة للأمام والثورة الثقافية استطاعت النساء العمل حتى في المجالات التي كانت مخصصة للرجال فقط. وفي الصين الحديثة لم تعد ربات المنازل كما هو متعارف علية من قبل خصوصاً في المدن الكبيرة والمناطق الحضارية الأخرى. العديد من النساء المتحضرات دخلن مجال العمل وذلك فقط لأن دخل الشخص الواحد غير كافي لدعم الأسرة ويؤخذ ذلك القرار بسهولة نظراً بأنه أصبح من المتعارف عليه في الصين أن الأجداد يهتمون برعاية أحفادهم حتى يبلغوا عمر الدخول للمدرسة. ومع ذلك فإن أعداد ربات المنازل يرتفع بانتظام في السنوات الأخيرة مع توسع اقتصاد الصين.

#### الهند
في العائلة الهندوسية التقليدية ربُ الأسرة يسمى غريها سوامي (أي سيد المنزل) وزوجته تسمى غريها سواميني (سيدة المنزل).ربما الكلمات السنكريستية غريهاست وغريهاستا هي الأقرب في وصف كامل لسلسلة النشاطات والأدوار التي تقوم بها ربة المنزل، غريه هي الجذر السنكاريستي للمنزل؛ وغريهاستا وغريهاست مشتقتان من هذا الجذر وكذلك غريهاستيا. يعيش الزوجان في منظمة تسمى غريهاستاشرام أو نظام الأسرة ومعاً هما يقومان برعاية العائلة ومساعدة أفرادها (صغيراً وكبيراً) خلال مصاعب الحياة. المرأة التي تُعيل شجرة العائلة (تَنجب الأطفال) وتحمي الأطفال تسمى غريهالاكشمي (ثروة المنزل) وغريهاشوبا (مَجد المنزل). يسمى كبار السن في المنزل بـ غريهشريشتا. قد ينخرط الزوج أو الزوجة في نشاطات أخرى لا حصر لها كـالنشاطات الاجتماعية أو النشاطات الدينية أو النشاطات السياسية أو النشاطات الاقتصادية وذلك بسبب طبيعة حال الرعاية الاجتماعية المطلقة للعائلة والمجتمع. تساعد طبيعة عمل المرأة كربة منزل في انخراط الأسرة مع المجتمع وتعطي معنىً لنشاطاتهم الاجتماعية والدينية والسياسية وكذلك إطار العمل الاقتصادي في عالمهم. وبالرغم من ذلك فمع التطور المعماري للهند اتجهت العديد من النساء للحصول على الوظائف خصوصاً في المدن الكبيرة كـ مومباي ودلهي وكولكاتا وتشيناي وحيدر أباد وبانغولر التي أصبحت توجههم. يعتبر دور الرجل كرب للمنزل غير تقليدي في الهند ولكنة متقبل اجتماعياً في المدن الحضارية. وفقاً لدراسة أحد علماء النفس في عام 2006, فإن 12% من الرجال الغير متزوجين يعتبرون رباً للمنزل وذلك نسبةً إلى دراسة إحصائية أجرتها صحيفة بزنس توداي. سمى سوشما تولزابوركار العالم النفسي هذا بأنه نقلة في المجتمع الهندي وذلك بقوله أنه منذ عقودٍ مضت «لم يكن هذا المفهوم موجود ولا داعي للذكر أنه غير متقبل اجتماعياً للرجل بأن يترك وظيفته ويجلس في البيت.» ومع ذلك فإنه 22.7% من النساء الهنديات فقط يعدون جزء من القوة العاملة مقارنةً بـ51% من الرجال؛ وبالتالي فإن النساء أكثر عرضه لأن يصبحوا مقدمين للرعاية وذلك لأنهن لا يعملن خارج المنزل.

##### كوريا الشمالية
حتى عام 1990 تطالب ولاية كوريا الشمالية كل رجل سليم الجسم بالعمل في بعض المؤسسات التابعة للدولة. بالرغم من ذلك فإن 30% من النساء الغير متزوجات واللاتي في عمر العمل قد سمح لهن بالجلوس في المنزل كـربة منزل بدوامٍ كامل (أقل من بعض الدول في نفس المنطقة كـ كوريا الجنوبية واليابان وتايوان؛ وأكثر من الاتحاد السوفيتي السابق والصين القارية والمدن الشمالية كـالسويد وتقريباً مشابهةً للولايات المتحدة الأمريكية.) وفي بداية 1990 حوالي 900,000 إلى 3,500,000 شخص لقوا حتفهم بسبب حادثة المجاعة في كوريا الشمالية وبدأ النظام القديم بالانهيار. وفي بعض الحالات بدأت النساء ببيع الطعام المعد منزلياً وبعض أغراض المنزل التي يمكن الاستغناء عنها. واليوم فـ ثلاث أرباع باعة السوق الكورية الشمالية هن نساء. هناك مزحة يتداولها سكان يونج يانج وهي «ما هو الشيء المشترك بين الكلب والزوج؟» الإجابة «لا يعملون ولا يجنون المال ولكن جميعهم لطفاء ويجلسون في المنزل ويخيفون اللصوص أيضاً.»

### المملكة المتحدة البريطانية
نشرت مجلتان بريطانية لربات المنازل: ربة المنزل (لندن: مكتب «ذا مليون», 1886(1900) وربة المنزل (لندن: هيلتونز، 1939-68). «على لسان ربة المنزل المرهقة» هي قصيدة مجهولة عن حياة ربة المنزل: «هنا ترقد امرأة مسكينة والتي تكون دائماً مرهقةً / عاشت في منزلٍ حيث لا تتواجد فيه المساعدة/ كلماتها الأخيرة على الأرض كانت: أعزائي الأصدقاء أنا راحلة/ حيث لا يوجد طبخ ولا غسيلٌ ولا خياطة/ حيث جميع ما يتواجد هناك هي أمنياتي المرغوبة/ حيث لا يوجد هناك أكل ولا غسيلٌ للصحون/ حيث الأناشيد العالية تصدأ في الأجواء دوماً/ ولكن لا صوتٌ للغناء يخرج مني سأكون ساكنةً / لا تندبوا علي الآن، لا تندبوا علي أبداً/ لن أفعل شيئاً لذلك أبداً وللأبد.»

#### الولايات المتحدة الأمريكية
قدرت دراسة أجريت في عام 2005 أن 31 % من الأمهات العاملات يتركن مجال العمل (لمتوسط 2.2 سنة), وغالباً ما تكون الأسباب ولادة للطفل الثاني. وهذا يمنح وقت أكثر للتركيز الكامل على تربية الأطفال خصوصاً خلال مراحل الطفولة الأولى (قبل الدخول لروضة الأطفال) وهناك تباين واضح في أعداد الأمهات الجالسات في المنزل فيما يتعلق بنيتهم للعودة للقوة العاملة المدفوعة الأجر حيث بعضهم يخطط للعمل من المنزل والبعض سيؤدي عمل بدوام جزيء والبعض الأخر ينوي العودة للعمل بدوامٍ كامل أو جزيء بمجرد أن يبلغ طفلها عمر الالتحاق بالمدرسة وهناك من قد ينمي مهاراته وذلك بالعودة للتعليم العالي، هناك أيضاً ممن يرى أن دخول أو العودة للقوة العاملة تعتبر مجدية اقتصادياً. ربط أحد البحوث مشاعر «الأمهات بالذنب والقلق الناتج عن الانفصال» بالعودة للقوى العاملة.

### العالم العربي
تقوم المرأة في العالم العربي بدور الرعاية بالزوج والأبناء والمسنين من الأقارب في حال كان هناك أحدهم أو كلاهما يعيش معهم أو بالقرب منهم دون مساعدة من عاملة منزلية أو مشاركة أفراد الأسرة في هذا الدور، فتقوم بأعمال الطهو والترتيب والتنظيف، والاستقبال والضيافة للمعارف والأقارب، كذلك بعض الأعمال الشاقة في غياب الزوج مثل حمل الأشياء الثقيلة والتبضع للمنزل وتوصيل الأطفال للمدرسة، دون عائد مادي أو حتى ساعات عمل محددة.
وأبرزت نتائج الدراسة الفجوة الكبيرة بين عدد ساعات العمل المنزلي لكل من النساء والرجال، حيث يبلغ متوسط عدد ساعات العمل المنزلي الأسبوعية للنساء في مصر 30 ساعة و25 دقيقة مقابل 4 ساعات و15 دقيقة فقط للرجال في الأسبوع. وتستأثر أعمال الخدمة المنزلية بالجزء الأكبر من وقت النساء، حيث تستغرق أنشطة الخدمة المنزلية نحو 47 في المئة من إجمالي الوقت المخصص للعمل المنزلي غير مدفوع الأجر، بواقع 14 ساعة أسبوعيا، في مقابل أقل من نصف ساعة للرجال.
وبلغت نسبة أكثر من 80 في المئة من ساعات العمل غير مدفوعة الأجر تخصص للأعمال المنزلية بخلاف رعاية الأطفال والمسنين. مشيرا إلى أنه ينتهي الأمر بالمرأة في أغلب الأحيان إلى تحمل تلك الأعباء المنزلية بسبب القيود التي تفرضها الأعراف الاجتماعية، أو عدم توافر الخدمات العامة والبنية التحتية، أو غياب السياسات الداعمة للأسرة.
وقال تقرير حديث لصندوق النقد الدولي إن تونس ضمن فئة البلدان التي تعمل فيها النساء 4.8 ساعة في العمل عير مدفوع الأجر أكثر من الرجل وهي من بين البلدان القليلة التي توجد في هذه الفئة وهي الجزائر والمغرب ومصر والمكسيك.
فالمرأة من حول العالم تعمل 4.4 ساعة من العمل غير مدفوع الأجر في المتوسط بينما لا يمضي الرجل سوى 1.7 ساعة في هذا العمل.